# 邹忆青
邹忆青（1938年3月21日—），女，中国湖南省益阳县人。一级编剧，享受政府特殊津贴。中国戏剧家协会会员，中国广播电视学会会员。曾参加中国民主同盟，此后于1988年参加中国共产党。

## 生平
1938年出生在湖南省益阳县的一个书香门第。儿时曾跟随父母辗转湖南、武汉、上海，读完了小学（1944年在湖南省益阳县桃花江光华小学读书，1946年到湖北省后在青山小学读一学期，后在武汉宁波同乡会某学校继续读一学期，1947年在上海读高小，1948年底到湖南省泥江口，1949年小学毕业）。1949年中华人民共和国成立前夕，邹忆青回到益阳县的家乡并休学一年。
1950年秋，邹忆青考入益阳县一中，1951年5月4日，她加入中国新民主主义青年团，曾任益阳县学联宣传部长、学生会女生部长、少先队辅导员。1953年秋，考入长沙雅札中学（后改为长沙五中）。1956年秋考入武汉大学中文系，五年后毕业，被分配到北京，又由北京市委组织部按其意愿分配到中国京剧院从事剧本创作工作。文革期间，曾去红艺五七干校劳动两年，又在干校小学教学三年。退休前担任中国京剧院艺术创作室主任。1998年退休。

## 作品
京剧　　
- 京剧《春草闯堂》，编剧：范钩宏，邹忆青；导演：郑亦秋。中国京剧院1963年首演，主演：刘长瑜。
- 京剧《青春红似火》（王杰组剧），编剧：何明敬，李佩军，邹忆青。1960年代由中国京剧院首演，主演：夏永泉等。
- 京剧《新嫂子》，编剧：邹忆青。1960年代由中国京剧院首演，主演：张曼玲。
- 京剧《蝶恋花》，编剧：戴英禄，范钩宏，邹忆青；导演：郑亦秋；作曲：关雅浓、张复、邹功甫等。中国京剧院1977年首演，主演李维康。（中央人民广播电台、中央电视台曾录播该剧。人民文学出版社出版了该剧剧本）
- 京剧《王昭君》，编剧：戴英禄，邹忆青；导演：李紫贵、金侗；作曲林鑫涛、张建民。中国京剧院1980年演出，主演杨春霞。（中央人民广播电台曾录播该剧）
- 京剧《李清照》，编剧：戴英禄，邹忆青；作曲：关雅浓。中国京剧院1981年首演，主演李维康、耿其昌。（中央人民广播电台、中央电视台曾录播该剧。宁夏人民出版社出版了该剧剧本）
- 京剧《沉海记》，编剧：戴英禄，邹忆青。中国京剧院1982年首演，主演刘秀荣、张春孝。
- 京剧《智取生辰纲》，编剧：戴英禄，邹忆青。中国京剧院1983年首演。主演朱秉谦、袁国林。（中央人民广播电台曾录播该剧）
- 京剧《李凤姐》，编剧：戴英禄，邹忆青；导演：金侗。中国京剧院1986年首演。主演李维康、耿其昌。
- 京剧《晨钟惊梦》，编剧：戴英禄，邹忆青；导演：徐玉川；作曲：关雅浓。北京京剧院1988年首演，主演王蓉蓉。（在文化部1988年于天津举办的全国京剧新剧目汇演中获优秀新剧目奖，1988年在北京市文艺汇演中获优秀创作奖，参加1989年中国艺术节演出）
- 京剧《玉树后庭花》，编剧：蔡景凤，戴英禄，邹忆青；导演：任凤坡、白继云；作曲：张建民、张复、贾宇。中国京剧院1990年首演，主演刘长瑜。（剧本发表于《剧本》月刊。曾参加中华人民共和国文化部举办的徽班进京二百周年纪念演出。后改编为戏曲电视剧《乐昌公主》，由中央电视台、南京电视台合拍，获得中华人民共和国广播电影电视部优秀电视剧奖）
- 京剧《契丹英后》，编剧：戴英禄，邹忆青；导演：杨韵青。作曲关雅浓。中国戏曲学院1990年演出，主演袁慧琴。（参加中华人民共和国文化部举办的徽班进京二百周年纪念演出）
- 京剧《魂断巴丘》，编剧：戴英禄，邹忆青；导演：张云溪。中国京剧院1991年演出，主演赵永伟。（参加中华人民共和国文化部在天津举办的全国青年京剧团队新剧目汇演并获奖）
- 京剧《宋庆龄》，编剧：戴英禄，邹忆青；导演：孙洪勋；作曲张建民、林鑫涛、贾宇。主演陈淑芳。（为宋庆龄基金会举办的宋庆龄诞辰百年纪念活动而创作并演出）
- 京剧《北国红姑娘》，编剧：戴英禄，邹忆青；导演：白继云、任风坡；作曲张建民、李金泉、李亦平、邱小被等。中国京剧院于1995年纪念世界反法西斯战争暨中国抗日战争胜利五十周年之际公演，主演李红梅等。（1995年参加中华人民共和国文化部于北京举办的全国戏曲现代戏新剧目汇演，获优秀演出奖。1996年获中共中央宣传部第五届社会主义精神文明 “五个一工程奖”）
- 京剧《宝马圆情》，编剧：苏移，邹忆青。中国京剧院1997年演出。（参加第五届中国戏剧节，获优秀剧目奖等奖项）[1]

徽剧
- 徽剧《吕布与貂禅》，编剧：戴英禄，邹忆青；导演：徐勤纳。安徽省徽剧团1992年排演。（后曾赴日本演出）[1]

电视剧
- 电视剧《崂山道士》，编剧：戴英禄，邹忆青；导演：杨洁。中国中央电视台1980年录播
- 电视剧《扇画谜》，编剧：戴英禄，邹忆青。北京音像出版社1983年录制。
- 25集电视连续剧《西游记》，编剧：戴英禄，邹忆青，杨洁；导演：杨洁。中央电视台、中国电视剧制作中心摄制。（获《大众电视》“飞天奖”、中国电视剧“金鹰奖”）
- 5集京剧电视剧《蝶恋花》，与戴英禄合作改编；导演：张大来。北京电视台1997年录播。[1]

广播剧
- 戏曲广播剧《杨柳青青》，编剧：戴英禄，邹忆青；作曲：关雅浓，主演：张曼玲、李维康、耿其昌。中央人民广播电台文艺部1983年录播。（获全国广播剧奖）[1]

木偶剧
- 木偶剧《八仙闹海》，编剧：戴英禄，邹忆青。中国木偶剧团1982年排演。[1]

## 著作
- 有数十篇（部）剧本、剧论、剧评、散文、人物传记等刊登发表于《中国戏剧》、《剧本》月刊、《中国京剧》、《戏曲群星》、《中国文化报》、《成都舞台》、《人民日报》、《光明日报》、《湖南日报》、香港《大公报》、《古今著名妇女人物》、《将帅夫人》、《中国大资本家传》等报章书刊。[1]
- 戴英禄 邹忆青合编，俚雅剧作集，北京：中国戏剧出版社，2002年